# جان هوبن
جان هوبن (انگلیسی: John Hoben; ۰ مهٔ ۱۸۸۴ – ۵ ژوئیهٔ ۱۹۱۵) قایقران روئینگ اهل ایالات متحده آمریکا بود.